# José Carlos Mariátegui La Chira
José Carlos Mariátegui La Chira (Moquegua, 14 de juny 1894 - 16 d'abril 1930), fou un polític socialista peruà. La seua obra més coneguda és Siete ensayos de interpretación de la realidad peruana, la qual aborda la problemàtica peruana des d'una perspectiva de «crítica socialista», segons paraules de l'escriptor.

## Biografia
En 1899 la família se traslladà a Huacho i el 1902, després d'un accident en l'escola, és internat en la Maisón de Santé de Lima. Açò marcarà el principi de la seua malaltia en la cama esquerra. El 1909, ingressà al diari La Prensa, primer com mosso d'encàrregs i després com ajudant de linotipista. A pesar de no haver acabat els seus estudis escolars, arribà a formar-se en periodisme i a partir de 1914 treballà en La Prensa, amb la revista Mundo Limeño, així com en Colonida, El Tiempo i Nuestra Época. El 1919 creà el diari La Razón, des d'on donar suport a la reforma universitària i a les lluites obreres. Fou un sever crític del president Augusto B. Leguía i fundà la Federació Obrera Regional Peruana.
Va viatjar a Europa gràcies a una beca que li fou lliurada pel govern de Leguía com una forma encoberta de deportació. En Itàlia es casà amb Anna Chiappe i estigué present durant l'ocupació de les fabriques en Torí, així com en els congressos del Partit Socialista Italià, on es produeix l'escissió històrica i es conformà el Partit Comunista Italià. Durant la seua estada a Itàlia assumeix el marxisme com mètode d'estudi mentre Mussolini estava a punt de prendre el poder. Segons la seua anàlisi, «la victòria del feixisme és el preu que un país ha de pagar per les contradiccions de l'esquerra».
El 17 de març de 1923 regressà a Lima. Reprengué el contacte amb Víctor Raúl Haya de la Torre, futur cap de l'Alianza Popular Revolucionaria Americana (ARPA), i viatjà a Mèxic en qualitat d'exiliat. El 1924, degut a una antiga lesió, va haver d'amputar-se la cama i el 1926 fundà la revista Amauta (en quítxua «savi» o «mestre»). Va ser portat a la presó el 1927 durant el procés contra els comunistes, però després decretaren arrest domiciliari.
El 1928 trencà amb l'APRA de De la Torre i fundà el Partit Socialista Peruà, convertint-se un any més tard en el seu secretari general; després de la seua mort, el partit canvià de nom per anomenar-se Partit Comunista del Perú. Durant el mateix període, fundà la revista proletària Labor i escrigué Siete ensayos de interpretación de la realidad peruana. El 1929 fundà la Confederació General de Treballadors del Perú i morí el 16 d'abril de 1930, en la vigília del seu esperat viatge a Buenos Aires, degut a complicacions lligades a l'amputació de la seua cama. Fou enterrat en el Cementeri Prevere Matías Maestro de Lima.